# Slaný předměstí
Slaný předměstí – przystanek kolejowy w miejscowości Slaný, w kraju środkowoczeskim, w Czechach. Znajduje się na wysokości 285 m n.p.m.
Na przystanku nie ma możliwości zakupu biletów, a obsługa podróżnych odbywa się w pociągu. 

## Linie kolejowe
- 110 Kralupy nad Vltavou - Louny